# Denrath
Denrath is een plaats in de Duitse gemeente Mechernich, district Euskirchen, deelstaat Noordrijn-Westfalen, en telt 169 inwoners.